# Titus Tatius
Pour les articles homonymes, voir Titus.
Titus Tatius est, selon la tradition romaine, roi de Cures (ou Quirium), chez les Sabins, et, plus tard, co-roi de Rome, dont il aurait partagé le trône avec Romulus.

## Histoire
Titus Tatius était déjà vieux quand le rapt des filles sabines lui fit prendre les armes contre Romulus en 745 av. J.-C. Suivant le récit traditionnel, il entra dans la citadelle grâce à la trahison de Tarpeia et livra trois combats aux Romains. Il allait vaincre dans le dernier quand l'intervention des Sabines fit cesser le combat. C'est lui qui fit tuer Tarpeia (sur le site de la roche Tarpéienne) après que celle-ci lui eut ouvert les portes de la citadelle du Capitole.
Tatius consentit à régner conjointement avec Romulus sur le peuple uni des Romains et des Quirites (populus Romanus Quiritium) ; il aurait donné son nom à une des tribus primitives de Rome, les Titienses (en). Suétone rapporte — sans trop y croire — une tradition disant qu'il aurait fait venir la famille sabine des Claudii pour qu'elle s'installât à Rome. Pour que les Sabins installés à Rome puissent exercer les cultes propres à leur peuple, il aurait créé un collège de prêtres, les prêtres titiens.
Au bout de 5 ans, Tatius est assassiné à Lavinium, par des habitants de Laurente auxquels il refusait justice pour un vol de bétail. Son corps est ramené à Rome pour ses funérailles. Romulus fut soupçonné d'avoir pris part à ce meurtre.

## Iconographie
- Paix signée entre Romulus, roi de Rome, et Tatius, roi des Cures, tableau de Henry Singleton interprété en gravure par Jean Thouvenin, vers 1800.
- Tatius, estampe de Basset d'après le tableau de Jacques-Louis David (musée de la Révolution française)[6].
- La Mort de Tatius, huile sur toile de Jacques Réattu, 1788 (musée Réattu)